# United Wa State Army

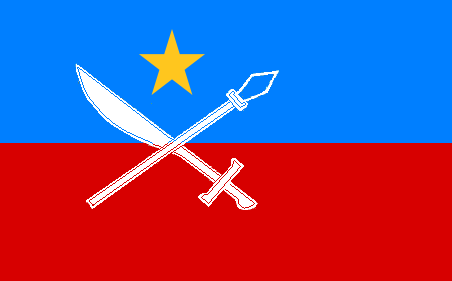
Fahne der United Wa State Army

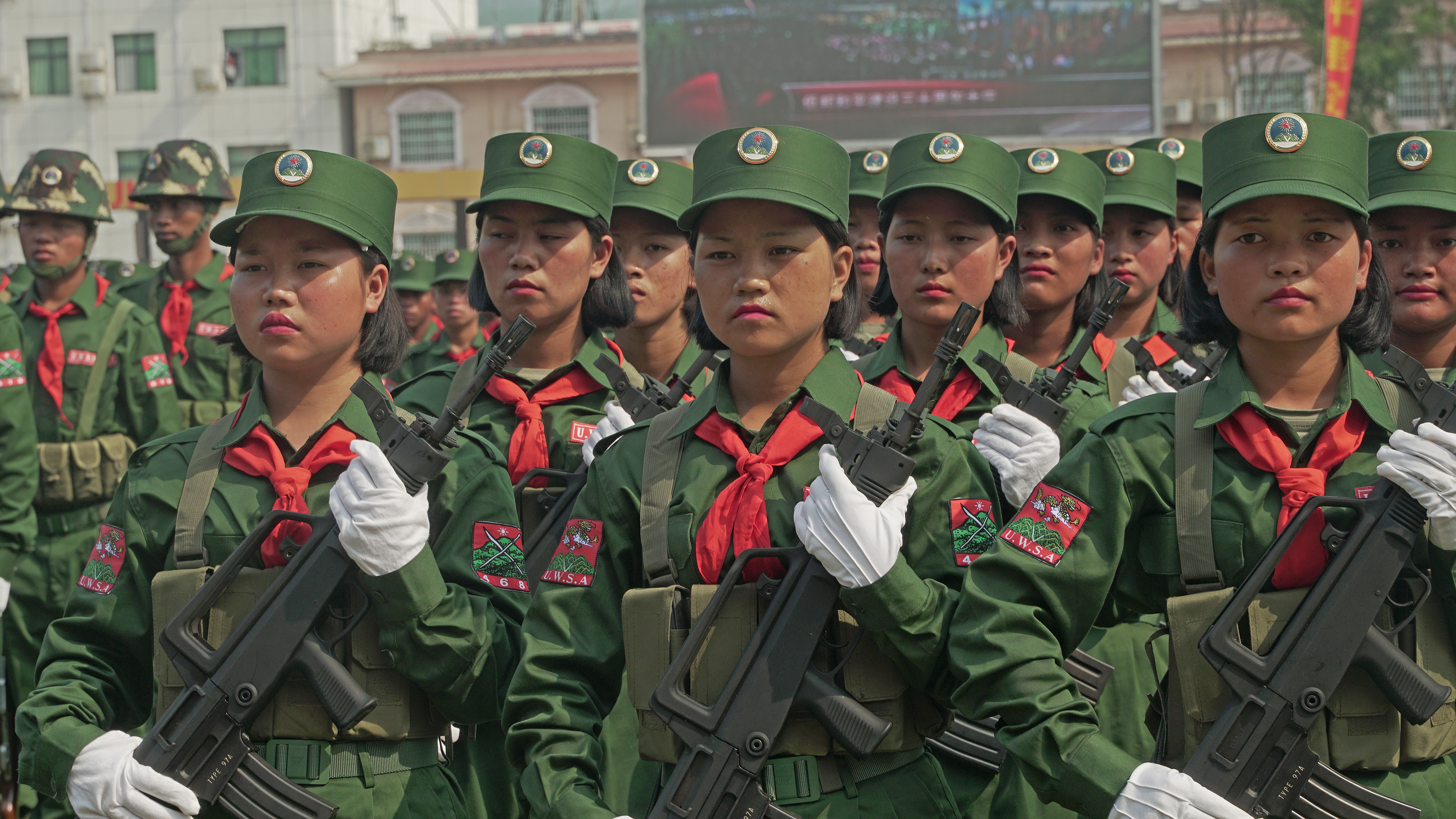
Weibliche Kämpfer der UWSA von der 468. Division.

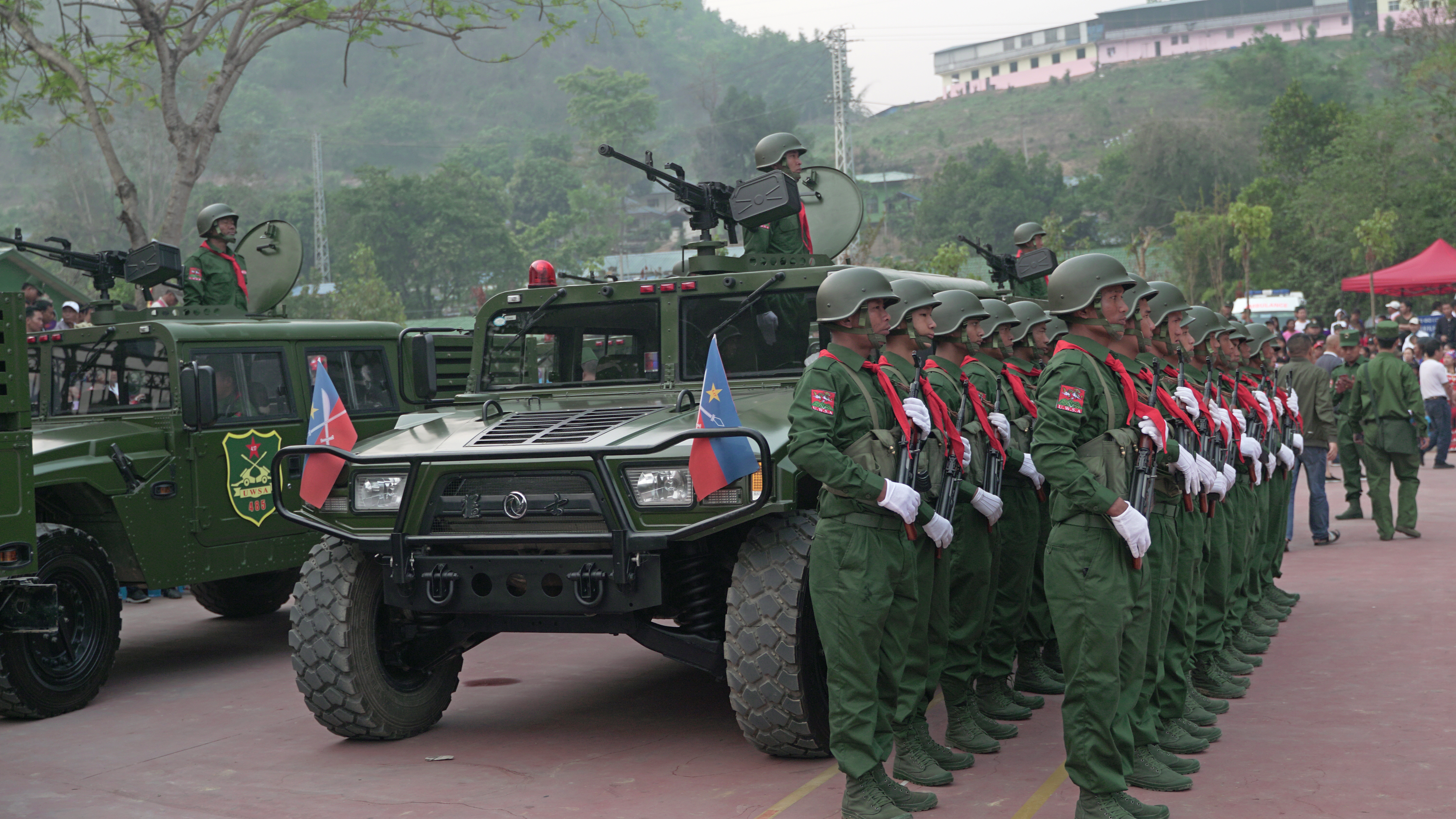
Kämpfer der United Wa State Army. Waffen, Uniformen, Helme und Fahrzeuge ähneln denen der chinesischen Streitkräfte.

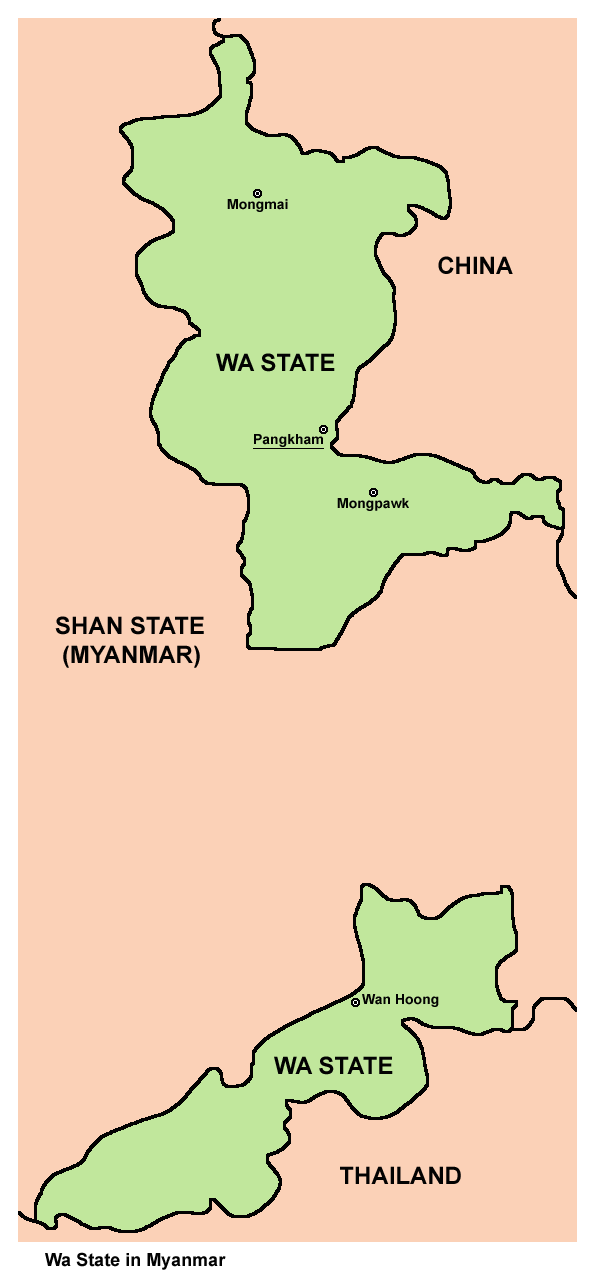
Gebiete unter Kontrolle der United Wa State Army (2015)

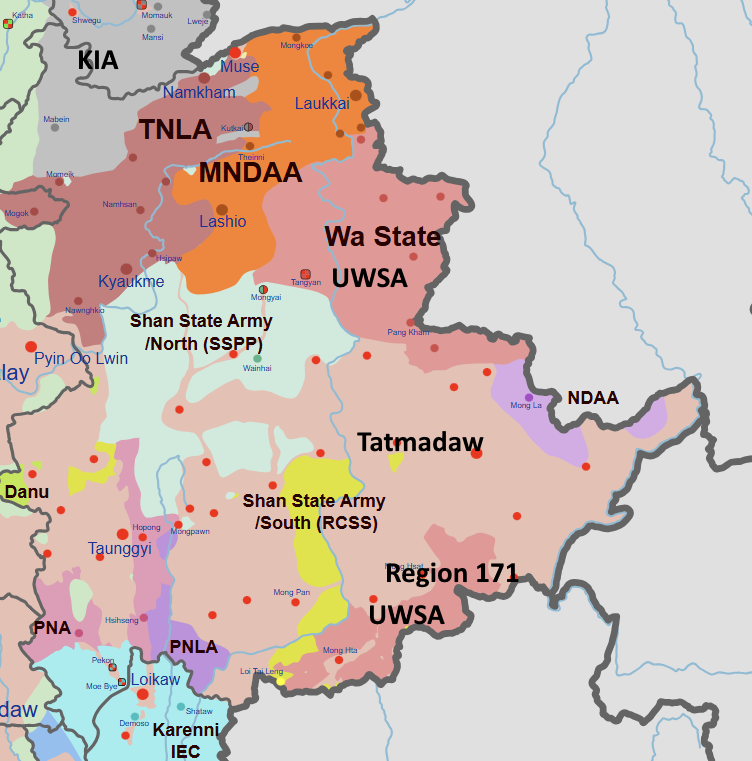
Situation im Shan-Staat 2025. Die UWSA hat ihr Gebiet wesentlich ausgebaut und kontrollierte auch Gebiete westlich des Salaween.

Die United Wa State Army (UWSA) ist der bewaffnete Arm der United Wa State Party (UWSP), einer politischen Gruppierung, die sich für die ethnische Minderheit der Wa im Shan-Staat von Myanmar (Birma) einsetzt.
Die UWSA gilt als eine der am besten bewaffneten und mit 20.000 – 30.000 Soldaten als eine der kampfstärksten autonomen Milizen in Myanmar. Die UWSA hält sich an den Waffenstillstand, den sie mit der birmanischen Militärregierung, dem Staatsrat für Frieden und Entwicklung (SPDC), geschlossen hat. Die UWSA wird oft mit der Herstellung von Drogen in Zusammenhang gebracht. Auch ist die UWSA für ihre großangelegten Umsiedlungsaktionen von Bergbewohnern in Täler bekannt. Ihr werden gravierende Menschenrechtsverletzungen vorgeworfen.
Das Hauptquartier der UWSA befindet sich in Panghsang an der chinesisch-birmanischen Grenze am Namkha-Fluss. Die UWSA wird von China finanziell unterstützt und mit Waffen versorgt. Der Präsident der UWSA und der UWSP ist Bao Youxiang. Am 17. April 2009 feierte die UWSA den zwanzigsten Jahrestag seit ihrer Gründung.

## Geschichte
Die UWSA und die UWSP entstanden aus einer Rebellion in den Reihen der Communist Party of Burma (CPB) im Jahre 1988, die ihre niederen Dienstgrade primär aus der Minderheit der Wa rekrutierte. Die Führung der Kommunisten waren primär ethnische Burmesen, und die Wa fühlten sich nie dem Land zugehörig und fühlten sich von ihrer eigenen Führung nicht verstanden. Die Wa waren nie wirklich Teil der burmesischen Königreiche oder der britischen Kolonie gewesen. Die Kultur der Wa und die der Burmesen waren einfach nicht kompatibel. Um zu verstehen, warum es letztendlich zur Rebellion kam, muss man die Geschichte des Wa-Staates verstehen. Nach der Machtergreifung der Kommunisten in China zogen sich die geschlagenen Nationalchinesen unter anderem in das Wa-Gebiet zurück. Dort startete die Kuomintang mehrere erfolglose Offensiven in die chinesische Yunnan Provinz. 1960 einigten sich Myanmar und China, das Kuomintangproblem zu lösen. Chinesische Truppen marschierten im Wa-Gebiet ein und vertrieben die Kuomintang, welche sich an die thailändische Grenze absetzten. Mit den Chinesen kamen burmesische Kommunisten, welche ihren Kampf gegen die Zentralregierung vom Wa-Staat aus führen sollten. Diese burmesischen Kader arbeiten zuerst mit chinesischen Freiwilligen zusammen, später rekrutierten sie lokale Wa-Kämpfer. Die Kommunisten nutzten den Wa-Staat nur als Rückzugsgebiet und Basis für Angriffe auf Zentralburma. Ein Interesse an den Wa hatten sie nicht. Es wurden weder Schulen noch Krankenhäuser gebaut. Durch die Präsenz der Kommunisten stagnierte die Region.
Es gab aber auch einen Wechsel in der Politik Chinas. Statt der Revolution, wollte China nun Produkte exportieren. China war an freundschaftlichen Beziehungen zu seinen Nachbarn interessiert. Dabei störte die ideologische Führung der CPB, die ins Exil nach China gehen musste. Die Rebellion startete in Kokang, griff aber schnell auf weitere Wa-Gebiete über. Nach Jahrzehnten schwerer Kämpfe waren es die meisten Wa jedoch leid, weiter gegen die Zentralregierung Birmas zu kämpfen. Die UWSA / UWSP wurden als politische Gruppierungen 1989 von der birmanischen Regierung anerkannt. In einem Vertrag mit Khin Nyunt wurde vereinbart, dass die UWSA ihre Waffen behalten könne. Auch wurde ihr Autonomie in der sogenannten Special Region 2 zugesichert. Aus dieser Region entstand der quasi-autonome Wa-Staat. Der Wa-Staat umfasst ein Gebiet im Nordosten des Shan-Staats an der Grenze zu China. Des Weiteren beherrscht die UWSA-Süd Gebiete an der Grenze zu Thailand im Süden des Shan-Staats. Die Division 171, die das Gebiet beherrschte, wurde von Wa Soldaten der KMT Kuomintang Division 525 gegründet, die im Kalten Krieg im Auftrag der Thai die Grenze beschützten, und schloss sich 1989 der UWSA an. Neben der Spezial Region 2 entstanden weitere Regionen mit weitestgehender Autonomie und eigenen Armeen, nämlich Kokang (MNDAA) und Mong La (NDAA-ESS). Auch der Shan State Army (SSPP, SSA-N) wurde von der Zentralregierung eine eigene Region zugebilligt. Die SSPP entstand ebenfalls aus ehemaligen Kämpfern der CPB. Die CPB-Truppen im nordöstlichen Shan-Staat lösten sich also in vier eigenständige Armeen auf, welche alle weiterhin von China unterstützt wurden, aber sich in einem Waffenstillstand mit der Zentralregierung Birmas befanden. Die größte dieser Armeen war die der Wa. Alle vier bewaffneten Gruppierungen arbeiten bis heute (2024) eng miteinander zusammen.
Die UWSA war in der Vergangenheit in schwere Kämpfe mit anderen Rebellengruppen im Shan-Staat verwickelt, unter anderem mit der Muang Tai Army (MTA) des gefürchteten Drogenhändlers Khun Sa und mit der Shan State Army-South (SSA-S), einer Gruppierung, die lange die Regierung bekämpfte und die erst 2015 einen Waffenstillstand mit der Zentralregierung unterzeichnete. Ironischerweise unterzeichnete die UWSA diesen Vertrag nicht (National Ceasefire Agreement). Bei den Kämpfen ging es auch um den Einfluss der Nachbarn. Die SSA-S ist nach Thailand hin orientiert, einem Land was als prowestlich gilt, während die Wirtschaft des Wa-Staates an China orientiert ist. Nach dem Militärputsch 2021 erklärte sich die UWSA als neutral und griff offiziell nicht in die Kämpfe der Operation 1027 ein, während ihr enger Verbündeter, die MNDAA sich an der Operation beteiligte. Auch die SSA-N war in Kämpfe mit der Militärregierung verwickelt, nahmen aber an Operation 1027 nicht teil. Die MNDAA übergab Teile ihrer eroberten Gebiete an die UWSA. Durch die Übergabe erhielt die UWSA Zugang zu einem wichtigen Grenzübergang nach China - Chinshwehaw. Durch den langen Waffenstillstand konnte die UWSA eine eigene Waffenproduktion aufbauen. Auch kontrolliert die UWSA eine der größten Zinnminen weltweit, die Man Maw Mine. Im Jahr 2023 wurde diese und andere Minen nach einem Unfall mit mehreren Toten temporär geschlossen. Eigentümer der Minen sind hohe Offiziere der UWSA und einflussreiche Mitglieder der UWSP. Das Schürfen von Zinn, Zink, Blei und Gold sind eine der wichtigsten Einnahmequellen der UWSP und damit auch der UWSA. Die Produkte werden nach China exportiert. Die UWSP ordnete eine Untersuchung, an um Raubbau an den Bodenschätzen und damit einhergehende Umweltbelastungen zu verhindern.

## Struktur
The UWSA hat zirka 30.000 Vollzeitsoldaten (Stand 2024) und unterhält 5 Divisionen im südlichen Bereich (Grenze zu Thailand) und drei Divisionen an der Grenze zu China. Die USWA verfügt zusätzlich über eine große Anzahl von Reservisten.
- Division 778
- Division 772
- Division 775
- Division 248
- Division 518

Divisionen im nördlichen Bereich (Grenze zu China):
- Division 318
- Division 418
- Division 468

## UWSA und Drogen
In der Vergangenheit wurde in den von der UWSA kontrollierten Gebieten massiv Opium angebaut. Offiziell hat die UWSA aber den Anbau von Opium in ihren Gebieten im Jahre 2005 verboten. Da Opium nur in bergigen Lagen gedeiht, wurden Wa-Bewohner in abgelegenen Bergregionen in fruchtbare Täler umgesiedelt, oftmals gegen den Widerstand der betroffenen Bewohner. Dabei kam es zu massiven Menschenrechtsverletzungen.
Die UWSA wurde am 29. Mai 2003 von der US-Regierung als eine mit Drogen handelnde Organisation eingestuft. Es wurde behauptet, bei der UWSA handele es sich um die größte drogenproduzierende Organisation in Südostasien. Mehrere führende Mitglieder der UWSA wurden in den Vereinigten Staaten in Abwesenheit des Drogenschmuggels angeklagt und verurteilt.
Auf den Führer der UWSA-Süd, Wei Hsueh Kang, die im Grenzgebiet zu Thailand gegenüber der thailändischen Provinz Chiang Rai operiert, hat die amerikanische Regierung ein Kopfgeld in Höhe von 2 Millionen US-Dollar ausgesetzt.
Die thailändische Regierung beschuldigt die UWSA, im thailändisch-birmanischen Grenzgebiet Methamphetaminlabors zu betreiben.

## Verhältnis zum Staat
Das Verhältnis der UWSA zum Staatsrat für Frieden und Entwicklung (SPDC) kann man als gespannt bezeichnen. So versuchte das SPDC in der Vergangenheit Druck auf die UWSA auszuüben ihre Waffen abzugeben, oder aber in die birmanische Armee integriert zu werden. Auch versuchte das SPDC verstärkten Einfluss auf die Gebiete der UWSA zu nehmen. Des Weiteren versuchte das SPDC die UWSA zu zwingen gegen die Shan State Army-South (SSA-S) militärisch vorzugehen. Es ist nicht ausgeschlossen, dass die UWSA den bewaffneten Kampf gegen die Zentralregierung wieder aufnimmt.
Das Hauptquartier der UWSA in Panghsang wird zurzeit mit Hilfe chinesischer Spezialisten gegen Fliegerangriffe gesichert. (2006) Auch verfügt das UWSA-Hauptquartier über SA 7 Flugabwehrraketen Chinesischer Produktion.

## Spannungen mit der Zentralregierung
Seit 2009 versucht die Regierung von Myanmar die bewaffneten Gruppen, die Waffenstillstandsvereinbarungen getroffen haben, in ihr Border Guard Forces Programm (BGF) zu zwingen. Dabei soll die Befehlsgewalt dieser Gruppen an das Militär von Myanmar übergehen. Gruppen, die sich dem BGF anschließen, wird eine weitgehende Autonomie in der neuen Verfassung versprochen.
Gruppen, die sich nicht in das Programm integrieren lassen wollen, sollten nach dem 28. April 2010 verboten werden. Das Militär droht mit einem bewaffneten Vorgehen gegen Gruppen, die sich weigern Teil des Militärs zu werden. Und das Militär hat ein Beispiel statuiert, indem es 2009 in die Special Region Nr. 1 Kokang einmarschiert ist. Im August 2009 kam es Kokang zu bewaffneten Auseinandersetzungen myanmarischer Regierungstruppen mit der Waffenstillstands-Armee MNDAA, in deren Folge Regierungstruppen die Kontrolle in dem Gebiet übernahmen und bis zu 37.000 Menschen aus dem Gebiet über die Grenze nach China flohen. „In der Wa-Region in Myanmar (Birma) droht ein neuer Krieg zwischen Rebellen und Regierungstruppen.“, stellte das deutsche Außenministerium fest. Ein Gegenvorschlag der WA-Regierung, die zu einer friedlichen Lösung führen könnte, wurde von der Unionsregierung Anfang April abgelehnt. General Yawdserk von der Shan State Army South, einer Rebellenarmee, die keinen Waffenstillstand mit der Regierung geschlossen hat, warnte am 27. April 2010, dass das BGF-Programm Myanmar und den Wa-Staat in einen neuen Bürgerkrieg stürzen könnte. Auch eine Zusammenarbeit der UWSA mit der SSA-S war nicht mehr auszuschließen. 2015 versuchte die gewählte Regierung unter Thein Sein bewaffnete, ethnischen Organisationen zu einem landesweiten Waffenstillstand zu bewegen, indem sie das National Ceasefire Agreement unterzeichnen sollten. Die UWSP und die UWSA führten drei Gesprächsrunden mit der Regierung. Zu einer Unterzeichnung eines neuen Waffenstillstands kam es aber nicht. Ein wesentlicher Unterschied zu anderen ethnisch bewaffneten Organisationen besteht weiterhin darin, dass die UWSP und UWSA sich nie für unabhängig von der Zentralregierung erklärt haben, sondern nur einen eigenen Staat innerhalb der Union forderten.

## Fraktionen
In der UWSA 171 Militärregion bestehen zwei konkurrierende Fraktionen.
Die Fraktion der ehemaligen Kuomintang, geführt von Wei Xuegang. Wei Xuegang ist der offizielle Führer der Militärregion 171 an der thailändischen Grenze. Ihm unterstehen die 772, die 775 und die 778 Brigade.
Die Fraktion der ehemaligen CPB, der Kommunistischen Partei Birmas, welche vom Va-Führer Bao Youxiang geführt wird. Der Fraktion unterstehen die 248 Brigade in Hoyawd und die 518 Brigade in Mongyawn.
Es ist durchaus möglich, dass sich Wei Xuegang von der UWSA abspalten könnte. Wei Xuegang ist zu einer engeren Kooperation mit dem Militär bereit als Bao Youxiang und eher bereit, gegen die Shan State Army South militärisch vorzugehen, während Bao Youxiang enger mit China kooperiert. Differenzen gibt es auch im Umgang in der Drogenfrage. Bao Youxiang hält an einem Stopp des Opiumanbaus fest, da er darin die einzige Chance sieht, mit China kooperieren zu können.
Jedenfalls führt die Regierung getrennte Gespräche mit beiden Gruppen. Ein leitender Politiker der VA erklärte der SHAN Herald Nachrichtenagentur: “He [Wei Xuegang] thinks in terms of money. And we are aware that the Burma Army is trying to win him over. But I don’t think he will leave us. However, in case he does, the damage will be minimal.” („Er [Wei Xuegang] denkt nur an Geld. Es ist uns bekannt, dass die burmesische Armee ihn zum Überlaufen gewinnen möchte. Ich glaube nicht, dass er überlaufen wird. Wenn er aber überlaufen würde, wäre der Schaden nicht groß.“)

## Verwechselungsgefahr
Nicht verwechseln darf man die UWSA mit der Wa National Organisation (WNO) und der Wa National Army (WNA). Diese Gruppierungen haben keinen Waffenstillstand mit der myanmarischen Militärregierung geschlossen und haben ihr Hauptquartier im Grenzgebiet der thailändischen Provinz Mae Hong Son. Siehe auch Maha Sang.